# Sciastes
Sciastes es un género de arañas araneomorfas de la familia Linyphiidae. Se encuentra en la zona holártica.

## Lista de especies
Según The World Spider Catalog 12.0:
- Sciastes carli (Lessert, 1907)
- Sciastes dubius (Hackman, 1954)
- Sciastes extremus Holm, 1967
- Sciastes hastatus Millidge, 1984
- Sciastes hyperboreus (Kulczynski, 1908)
- Sciastes mentasta (Chamberlin & Ivie, 1947)
- Sciastes tenna Chamberlin, 1949
- Sciastes truncatus (Emerton, 1882)